# Зал славы TNA
Зал славы TNA (англ. TNA Hall of Fame) — это зал славы, в котором чествуют рестлеров и деятелей рестлинга, созданный и поддерживаемый базирующимся в США национальным рестлинг-промоушеном Impact Wrestling. Созданный в 2012 году как Зал славы TNA, он стал называться Залом славы Impact в 2017 году после ребрендинга Total Nonstop Action Wrestling (TNA) в Impact Wrestling. Входящие в Зал славы обычно объявляются на шоу Slammiversary или на Impact!, церемония проходит перед шоу Bound for Glory, а речь произносится на Bound for Glory. 
Официально он был учрежден 31 мая 2012 года в эпизоде флагманской телепрограммы TNA — Impact Wrestling. Как объяснила президент TNA Дикси Картер в официальном пресс-релизе, Зал славы был создан в рамках празднования 10-летия TNA и как способ почтить тех, кто внес вклад в историю TNA.
По состоянию на 2022 год в Зал славы TNA было включено 11 рестлеров — девять индивидуальных и одна команда. Также был включен один рефери.

## Даты и места проведения церемоний
| Дата            | Город                 | Место                               | Шоу                          |
| --------------- | --------------------- | ----------------------------------- | ---------------------------- |
| 13 октября 2012 | Финикс, Аризона       | Pointe Hilton Tapatio Cliffs Resort | Bound for Glory              |
| 19 октября 2013 | Сан-Диего, Калифорния | San Diego Marriott Mission Valley   | Bound for Glory              |
| 11 октября 2014 | Токио, Япония         | Коракуэн                            | Bound for Glory              |
| 27 июня 2015    | Орландо, Флорида      | Universal Studios                   | Impact Wrestling             |
| 3 октября 2015  | Салем, Виргиния       | Salem Civic Center                  | Road to Bound for Glory Tour |
| 2 октября 2016  | Орландо, Флорида      | Universal Studios                   | Bound for Glory              |
| 13 октября 2018 | Манхэттен, Нью-Йорк   | McHale's Pub                        | Bound for Glory              |
| 24 октября 2020 | Нашвилл, Теннесси     | Skyway Studios                      | Bound for Glory              |
| 23 октября 2021 | Санрайз-Манор, Невада | Sam's Town Live                     | Bound for Glory              |
| 7 октября 2022  | Олбани, Нью-Йорк      | Washington Avenue Armory            | Bound for Glory              |

## Члены

### Индивидуально
| Год  |  | Имя (Настоящее имя)            | Введен              |
| ---- |  | ------------------------------ | ------------------- |
| 2012 |  | Стинг (Стив Борден)            | Дикси Картер        |
| 2013 |  | Курт Энгл                      | Стинг               |
| 2015 |  | Джефф Джарретт                 | Дикси Картер        |
| 2015 |  | Эрл Хебнер                     | Билли Корган        |
| 2016 |  | Гейл Ким                       | Дикси Картер        |
| 2018 |  | Абисс (Кристофер Паркс)        | Отец Джеймс Митчелл |
| 2020 |  | Кен Шемрок                     | Скала               |
| 2021 |  | Невероятная Конг (Киа Стивенс) | Гейл Ким            |
| 2022 |  | Ворон (Скотт Леви)             | Томми Дример        |
| 2023 |  | Трейси Брукс                   | Гейл Ким            |
| 2024 |  | Райно                          | Томми Дример        |
| 2024 |  | Боб Райдер                     | Эрик Янг            |

### Команды
| Год  |                                              | Команда    | Введены      |
| ---- | -------------------------------------------- | ---------- | ------------ |
| 2014 |                                              | Команда 3D | Томми Дример |
| 2014 | Булли Рей (Марк Ломонако) Дивон (Дивон Хьюз) |            |              |